# میرکو آنتنوچی
میرکو آنتنوچی (انگلیسی: Mirco Antenucci؛ زادهٔ ۸ سپتامبر ۱۹۸۴) بازیکن فوتبال اهل ایتالیا است.
از باشگاه‌هایی که در آن بازی کرده‌است می‌توان به باشگاه فوتبال اسپتزیا، باشگاه فوتبال لیدز یونایتد، باشگاه فوتبال آسکولی، باشگاه فوتبال تورینو، باشگاه فوتبال آنکونا، باشگاه فوتبال ونتزیا، باشگاه فوتبال کاتانیا، باشگاه فوتبال پیزا، و باشگاه فوتبال ترنانا اشاره کرد.